# Козлец (Вологодская область)
Козлец — деревня в Бабушкинском районе Вологодской области.
Входит в состав сельского поселения Подболотное (до 2015 года входила в Логдузское сельское поселение), с точки зрения административно-территориального деления — в Логдузский сельсовет.
Расстояние по автодороге до районного центра села имени Бабушкина — 110 км, до деревни Логдуз — 15,5 км. Ближайшие населённые пункты — Николаево, Еремино, Белогорье.
Население по данным переписи 2002 года — 168 человек (87 мужчин, 81 женщина). Всё население — русские.